# Quận Douglas, Nevada
Quận Douglas là một quận nằm ở phía tây bắc của tiểu bang Nevada, Hoa Kỳ. Đến thời điểm năm 2000, dân số quận này là 41.259. Vào năm 2007, dân số được ước tính là 52.386 .

## Lịch sử
Quận Douglas là khu vực có dân định cư thường trú đầu tiên tại Nevada. Thị trấn Genoa ban đầu có dân định cư vào năm 1851, đó là những thương nhân Mormon bán hàng hoá cho người định cư trên đường đến California. Quận đã được đặt tên theo Stephen A. Douglas, nổi tiếng với chiến dịch tranh cử tổng thống năm 1860 của ông và các cuộc tranh luận với Abraham Lincoln, Quận Douglas là một trong chín quận đầu tiên được thành lập vào năm 1861 bởi cơ quan lập pháp lãnh thổ Nevada.

## Địa lý
Quận Douglas nằm ở phía tây Nevada ở miền tây Hoa Kỳ. Trải dài từ thung lũng Carson và chạy đến vào Sierra Nevada, quận giáp về phía tây California, và gồm khoảng 13,2% của hồ Tahoe, hồ nằm trong hai bang. Thành phố Carson, thủ phủ bang, nằm ở phía bắc, và quận Lyon tọa lạc ở phía đông.
Theo Cục điều tra dân số Hoa Kỳ, quận có tổng diện tích 738 dặm vuông (1.910 km ²), trong đó, 710 dặm vuông (1.838 km ²) là đất và 28 dặm vuông (72 km ²) của nó (3,77%) là diện tích mặt nước. 